# Ilomba
Ilomba ist ein Verwaltungsbezirk (Ward) des Distrikts Mbeya (CC) in der tansanischen Region Mbeya.

## Geografie
Ilomba ist ein südlicher Stadtteil der Regionshauptstadt Mbeya, die im Südwesten von Tansania liegt. Die Fläche des Bezirks beträgt 14,67 Quadratkilometer und bei der Volkszählung 2022 lebten hier 49.478 Menschen in 14.287 Haushalten.

## Gliederung
Der Bezirk besteht aus sieben Stadtteilen (Mtaa):
- Kagera
- Tonya
- Ituha
- Hayanga
- Sae
- Ilomba
- Ihanga

## Wirtschaft und Infrastruktur
- Bildung: Die weiterführende Schule Ilomba Secondary School ist eine staatliche Schule, die Jugendliche bis zur 4. Stufe ausbildet.[6] Die Privatschule Jifunzeni High School besteht aus einer weiterführenden Schule (Ordinary Level Secondary School) und einer High School (Advanced Level Secondary School).[7] Das Veta Vocation Centre in Ilomba bietet verschiedene technische Ausbildungen an.[8]
- Gesundheit: In Ituha gibt es je ein staatliches und ein privates medizinische Labor[9][10] sowie eine Apotheke.[11] Eine weitere Apotheke befindet sich in Sae.[12]
- Eisenbahn: Die Tanzania–Zambia Railway durchquert den Bezirk von Westen nach Osten.[2]
- Straße: Durch den Norden des Bezirks verläuft die Nationalstraße T1 nach Daressalam.[2][13]